# Cens (rivière)
Pour les articles homonymes, voir Cens.
Le Cens est une rivière du département Loire-Atlantique, en région Pays de la Loire et de la Bretagne historique en France, qui se jette dans l'Erdre à Nantes, donc un sous-affluent de la Loire.

## Étymologie
Le nom du Cens est issu de la racine * Alis, très couramment retrouvée dans les noms de rivières en France, devenu * Aussance. On la retrouve sous les formes Ozanz, Aulxence, Auzance au XVIIe siècle. Le sens originel étant perdu, le nom de la rivière est compris comme au Cens (le cens) étant un impôt bien connu, et transcrit sous cette forme.

## Géographie

### De Vigneux-de-Bretagne à Nantes
Le Cens prend sa source sur la commune de Vigneux-de-Bretagne, à l'altitude 77,5 mètres, au lieu-dit Beauregard, entre le Bois de la Noue et la Bosse Billy, puis parcourt les 56 hectares du golf de Nantes au sud de la commune de Vigneux. Il traverse ensuite les communes de Sautron, d'Orvault, et de Nantes. Le long de ses 22,4 kilomètres s'étend la vallée du Cens.

### Le Cens à Nantes

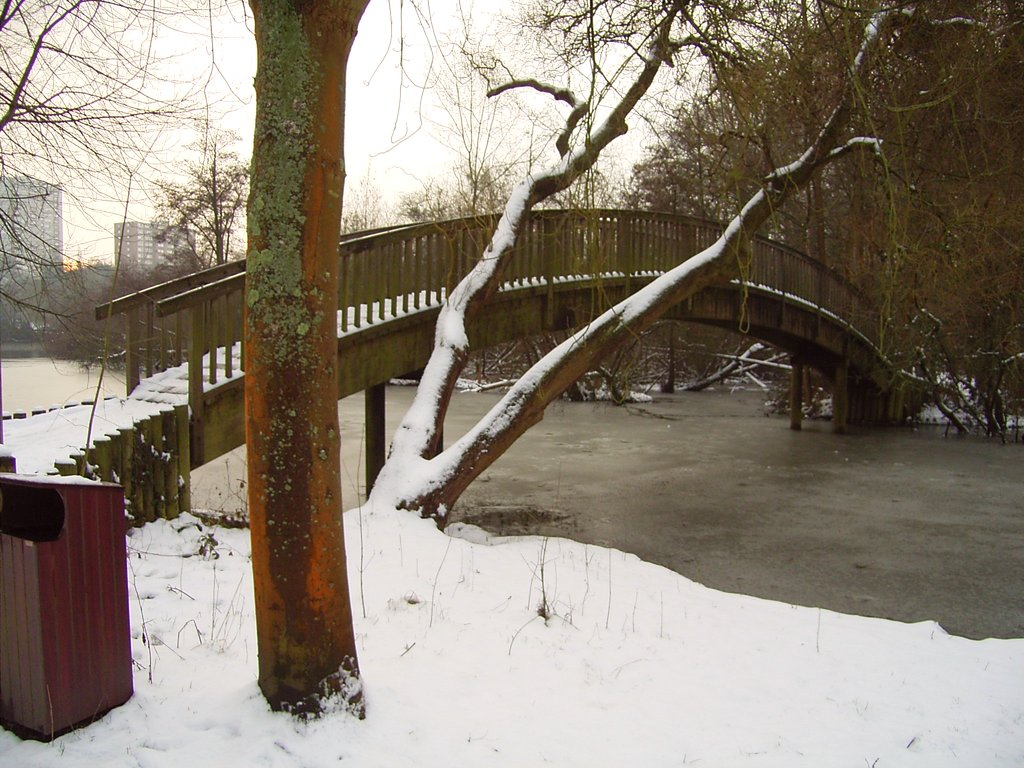
Passerelle sur le Cens à Nantes en janvier 2006.

La rivière du Cens pénètre dans Nantes dans le quartier dit du Pont du Cens à proximité du parc de la Gaudinière.
Une promenade a été aménagée le long du cours d'eau dans la vallée du Cens. Celle-ci est parsemée de petits ponts. L'embouchure du Cens est caractérisée par une zone marécageuse, puis la rivière se jette dans l'Erdre.
Sur le territoire nantais, la rivière marque administrativement la limite entre les quartiers de Nantes Nord sur sa rive gauche, avec ceux de Breil - Barberie et de Hauts-Pavés - Saint-Félix, sur sa rive droite.